# Málna-gyöngyházlepke
A málna-gyöngyházlepke (Brenthis daphne) a tarkalepkefélék (Nymphalidae) családjához tartozó helikonlepkék (Heliconiinae) alcsalád Argynnini nemzetség, Brenthis nem egyik faja. Neme (Brenthis) a gyöngyházlepkék parafiletikus csoportjának tagja.

## Származása, elterjedése
Elterjedési területének súlypontja Dél-Európa; a kontinens északi részéről hiányzik. Kelet felé Közép-Ázsiáig jutott el. Magyarországon főként a hegy- és dombvidékeken él.

## Megjelenése, felépítése
Szárnyainak fesztávolsága 42–50 mm. Hátsó szárnyának fonákján a külső tér halványabb vagy élénkebb szürkés vagy pirosas ibolya, miként a szegély is, amit nem választ el összefüggő sötét vonal a középtértől. Szárnyainak felszíne vörhenyes- vagy sárgás barna, a külső szegélyt kísérő foltsor pettyei kicsik, nem érnek össze. A szárnyak töve csak gyengén füstös. Hátsó szárnyának fonákján a középtér sávja zöldessárga, illetve zöld, ahogy a tőtér is, csak a felső részén van egy rozsdabarna folt. Legkönnyebben a hátsó szárny fonákjának lila szalagjáról ismerhető fel.
A nőstény sokszor világosabb árnyalatú a hímnél, és többnyire kissé nagyobb is.
A hernyó teste feketésbarna, feje sárgásbarna, arca fekete. Testét sárga hát- és oldalvonalak díszítik; áltüskéi sárgák.

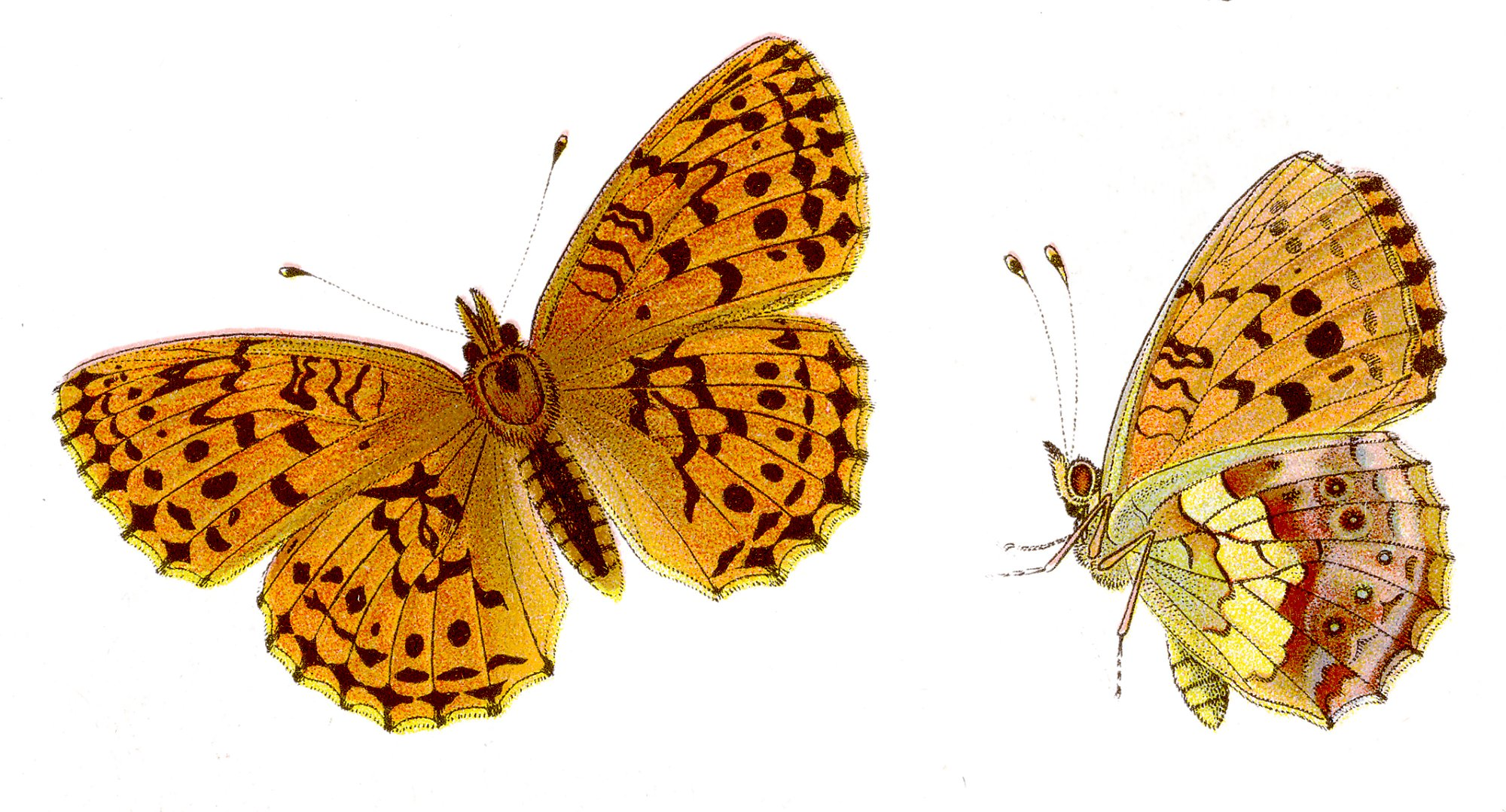
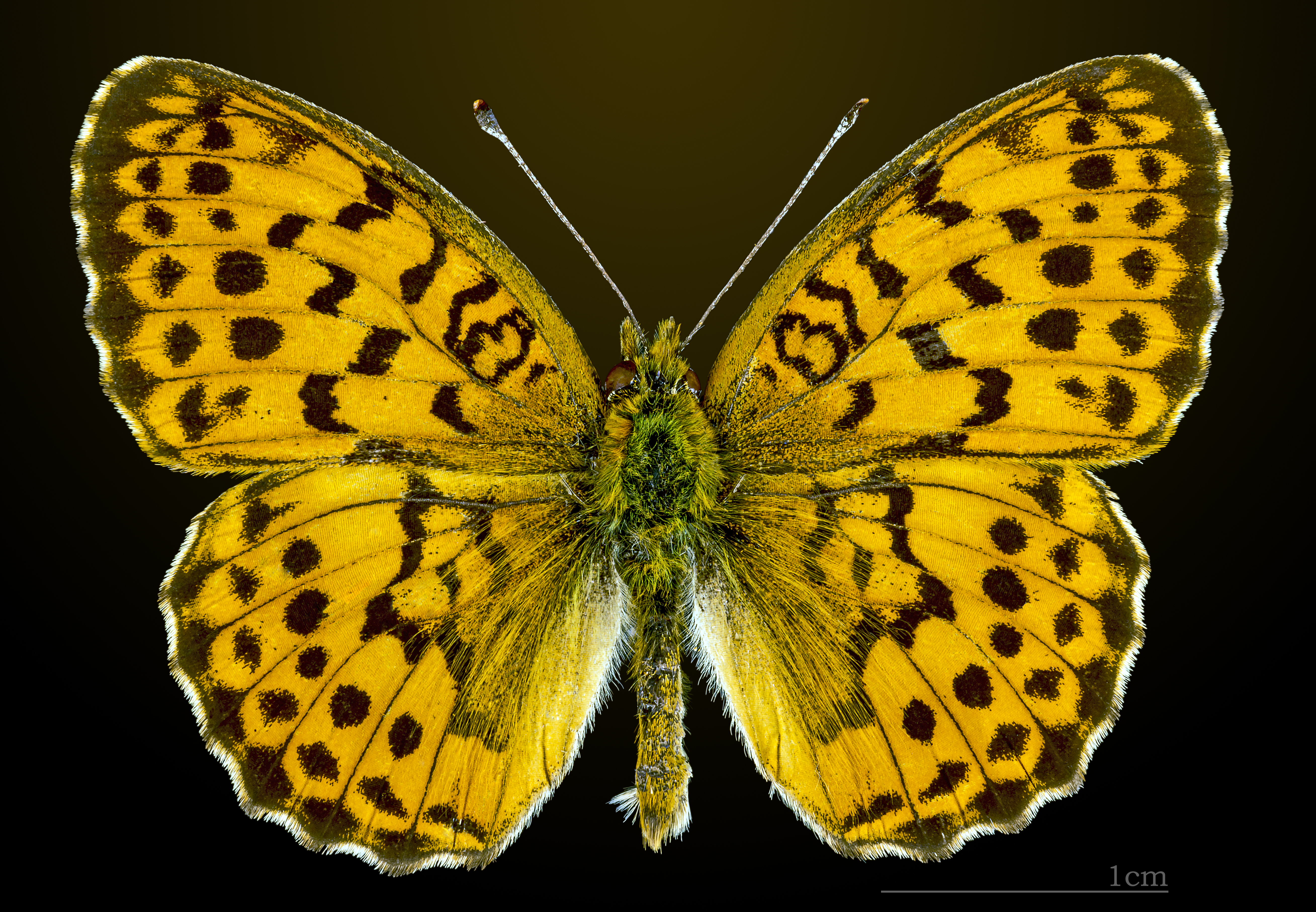
Málna-gyöngyházlepke
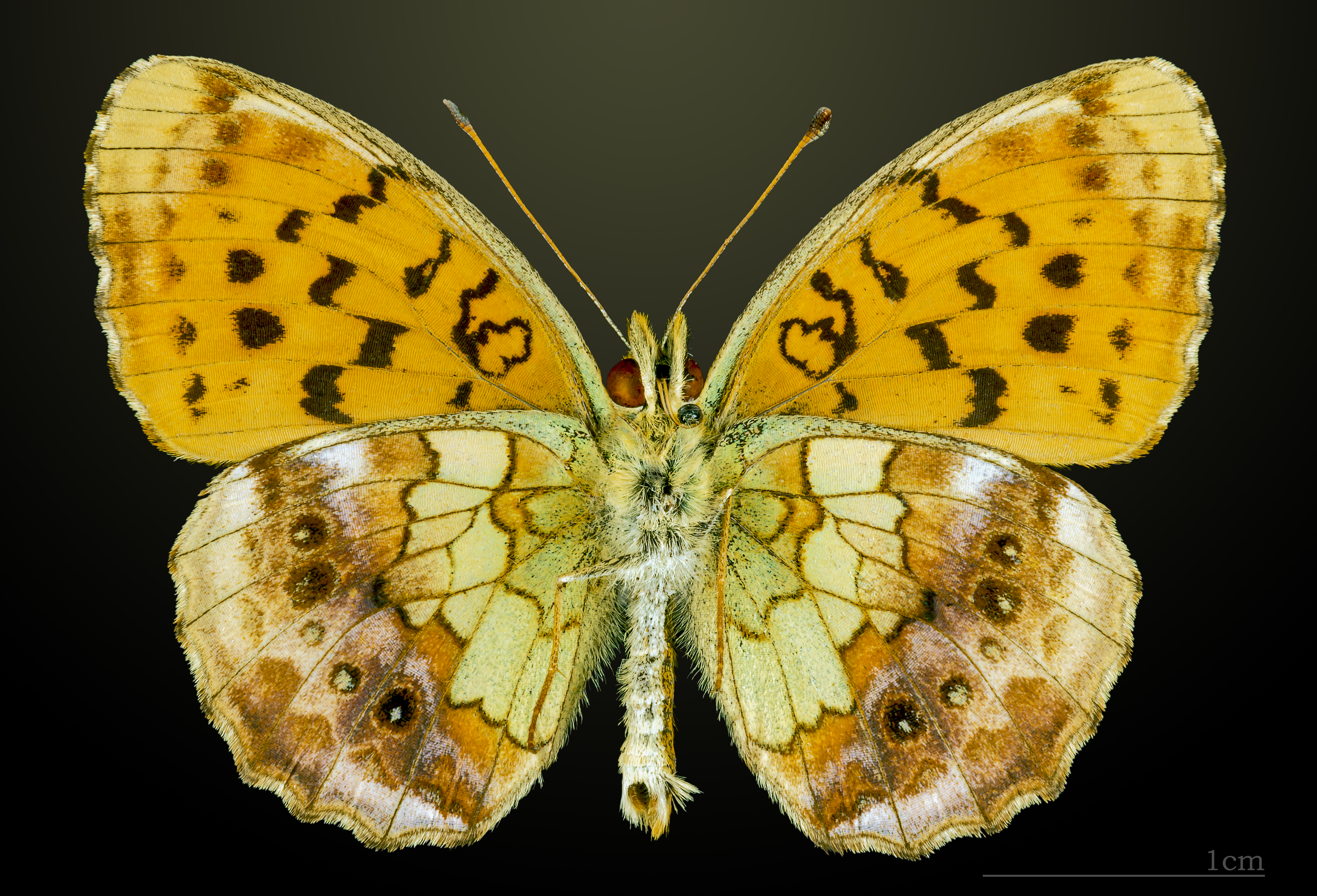
△   Málna-gyöngyházlepke

## Életmódja, élőhelye
Június–júliusban repül.
A hernyó tápnövényei:
- különböző ibolya fajok (Viola spp.),
- szeder fajok (Rubus spp.)
- őszi vérfű (Sanguisorba officinalis);

a lepke főleg a szederfajok virágát kedveli.

## Hasonló fajok
- lápi gyöngyházlepke (Brenthis ino).